# Południowa Obwodnica Kolejowa Warszawy
Południowa Obwodnica Kolejowa Warszawy – planowana linia kolejowa w Warszawie, element przyjętego przez Sejm w 1929 r. projektu rozbudowy warszawskiego węzła kolejowego, który przewidywał jej budowę na terenie Ochoty, Mokotowa i Grochowa (łącząca nad Wisłą lewobrzeżną i prawobrzeżną części miasta). Do koncepcji południowej obwodnicy powrócono w latach 1950., pierwsze prace budowlane miały rozpocząć się w 1959 r. i miały trwać 10 lat. Na linii mającej biec m.in. po moście Łazienkowskim, wstępnie planowanym jako dwupoziomowy. Zaplanowano wówczas przystanki Podskarbińska, Saska Kępa-Wersalska, Siekierki, Pole Mokotowskie, Pole Mokotowskie II.
Linia kolejowa o przebiegu zbliżonym do obwodnicy południowej została umieszczona w rządowej koncepcji rozwoju sieci kolejowej związanej z budową Centralnego Portu Komunikacyjnego.
W czasie kampanii samorządowej w 2018 do koncepcji powróciło stowarzyszenie Miasto Jest Nasze, proponując linię zaczynającą się na linii radomskiej w rejonie lotniska Okęcie i prowadzącą po południowej stronie Służewca, tunelem do Wierzbna, następnie przez Czerniaków z włączeniem na linię otwocką w rejonie przystanków Anin i Wawer.